# Aase Olesen
Aase Olesen, født Larsen (24. september 1934 i Horsens – 1. februar 2013 på Sankt Lukas Stiftelsens hospice i Hellerup) var en dansk lærer og politiker, der foruden at være socialminister fra 1988 til 1990 repræsenterede Radikale Venstre i Folketinget 1974-1977 og 1979-1990.
Hun var socialminister i Regeringen Poul Schlüter III fra 3. juni 1988 til 18. december 1990,. Da hun i 1990 ikke blev genvalgt til Folketinget, var hun fra 1991 til 1993 formand for regeringens socialkommission.
Hun var næstformand i Forhenværende Folketingsmedlemmers Forening og medlem af bestyrelsen i Odd Fellow Ordenens Børnefond, bestyrelsesformand for Kofoeds Skole og formand for Arbejdsmarkedets Feriefond.

## Uddannelse og familie
Hendes forældre er litograf Eigill Larsen (1909-87) og Erna Nielsen (1911-91). Som 11-årig flyttede hun med sin familie til Amager. Aase Olesen tog realeksamen i 1952 og blev i 1956 færdig som lærer fra Emdrupborg Statsseminarium og blev ansat i Hørsholm Kommune. Hun var husmor til 1970. Fra 1970 var hun medindehaver og medarbejder på sin mand, arkitekt Tormod Olesens, tegnestue. De har børnene Mads (1959) og Mette (1962).

## Politiker
1967 meldte hun sig ind i Det Radikale Venstre og blev medlem af Helsinge Byråd i 1974. Samme år indtrådte hun i Folketinget som suppleant og blev valgt i 1975. Hun var særligt interesseret i socialpolitik. Hun blev genvalgt til Folketinget i 1979 og var partiets socialordfører til 1988. 1988 blev hun socialminister, da de radikale gik i regering med De Konservative og Venstre.
Som socialminister var nogen af hendes mærkesager i 1970'erne og 1980'erne aktivering af unge arbejdsløse, støtte til frivilligt socialt arbejde og ligestilling til homoseksuelle.
Hun huskes for sin berømte formulering fra Folketingets talerstol: "Et ord er et ord, og en mand er en karklud".

## Bestyrelsesposter
- Bestyrelsesmedlem af Kystsikringforeningen Ålsgårde-Boderne-Ellekilde (2006- 2013)
- Medlem af Akademiet for den 3. Alder, (2006-2013)
- Medlem af repræsentantskabet for Vanførefonden
- Bestyrelsemedlem af Videnscentret på Ældreområdet (1999-2010)
- Bestyrelsemedlem af Gerontologisk Institut (1996-2006)
- Bestyrelsemedlem af Kræftens Bekæmpelse i Helsingør (1996-2013)
- Bestyrelsemedlem af Odd Fellow Ordenens Børneford under Røde Kors
- Bestyrelsemedlem og næstformand for Foreningen af Forhenværende Folketingsmedlemmer (1992-2013)
- Bestyrelsemedlem og formand for Kofoeds Skole (1991-2008)
- Ordførende for Arbejdsmarkedets Feriefond (1991-2007)
- Bestyrelsemedlem af plejehjemmet Rosenborgcentret (1994-2000)
- Bestyrelsemedlem af Socialt Udviklingscenter, SUS, (1991-2004)
- Bestyrelsemedlem af Grosserer P. A. Schrau og Hustrus Fond (1993-2004)
- Bestyrelsemedlem af Dagbladet Politiken A/S (1994-2002)
- Ordførande for Rådet for Social- og Sundhedsuddannelserne (2000-2002)
- Bestyrelsemedlem af Landsforeningen Ligeværd (1993-2002)
- Bestyrelsemedlem af Kræftens Bekæmpelse (1991-1997)
- Bestyrelsemedlem af Top-Banken A/S (1986-1988)
- Medlem af Ligningskommissionen i Helsinge (1970-1974)
- Formand for Arbejdsmarkedets Feriefond